# 南京特别市政府 (日占时期)
南京特别市政府，是1939年3月3日成立的政府，直属中华民国维新政府行政院，高冠吾任市长。汪精卫政权成立后，1940年6月30日，蔡培任市长，并重组了政府。1942年1月16日，周学昌任市长，在任期间四次改组（第六章第一节）。1945年8月16日，汪精卫政权宣布取消国民政府及其所有机构。9月初，马超俊回到南京，复任市长（第七章第一节）。